# Mollau
Mollau est une commune française située dans la circonscription administrative du Haut-Rhin et, depuis le 1er janvier 2021, dans le territoire de la Collectivité européenne d'Alsace, en région Grand Est.
Cette commune se trouve dans la région historique et culturelle d'Alsace.

## Géographie
C'est une des 188 communes du parc naturel régional des Ballons des Vosges.
|              | Husseren-Wesserling   |         |
| Storckensohn | Mollau                | Mitzach |
|              | Rimbach-près-Masevaux |         |

### Hydrographie

#### Réseau hydrographique
La commune est dans le bassin versant du Rhin au sein du bassin Rhin-Meuse. Elle est drainée par le ruisseau Rimbachruntz et le ruisseau Fassmattrunz,,.

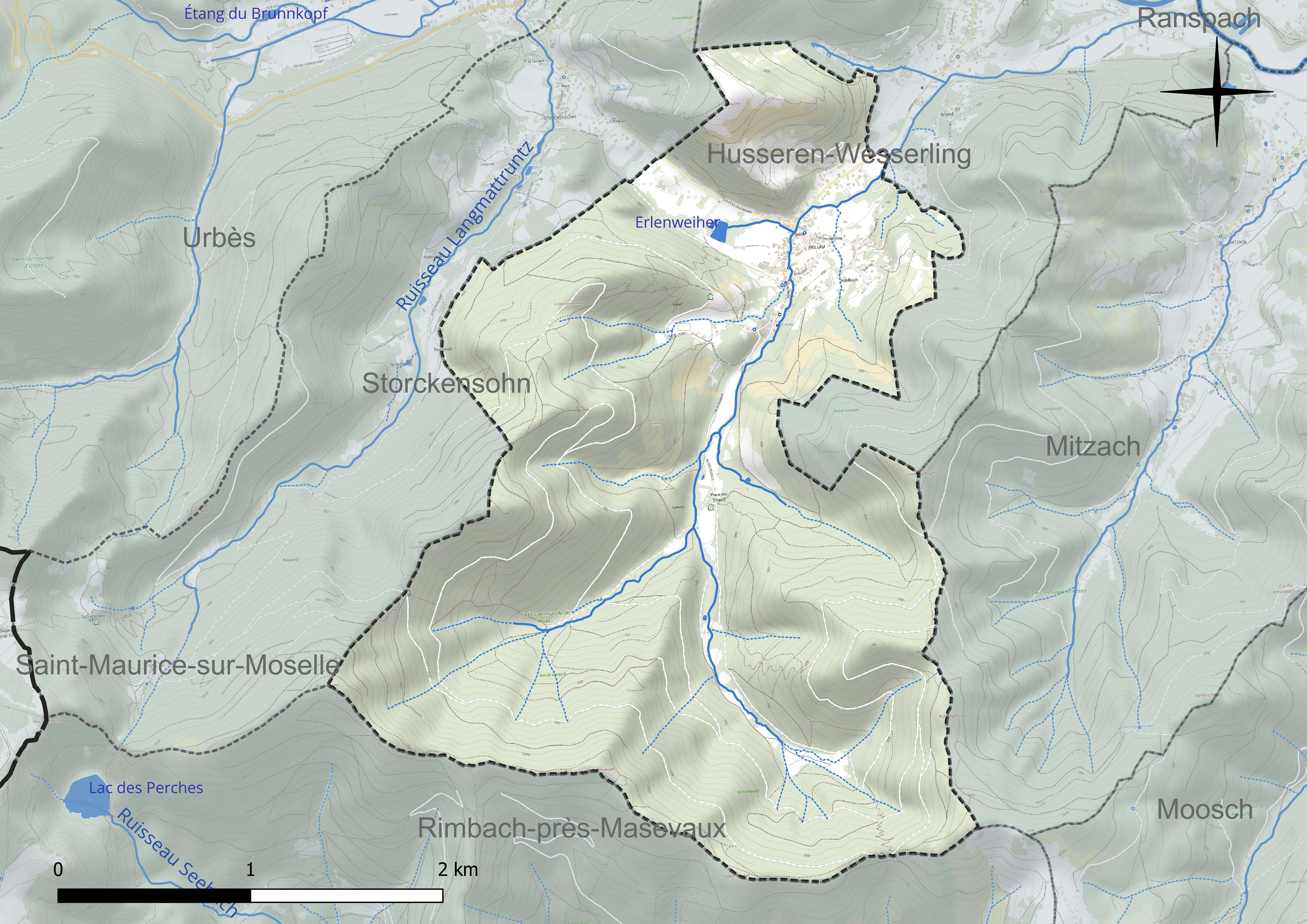
Réseau hydrographique de Mollau.

Un plan d'eau complète le réseau hydrographique : Erlenweiher (0,7 ha),.

#### Gestion et qualité des eaux
Le territoire communal est couvert par le schéma d'aménagement et de gestion des eaux (SAGE) « Thur ». Ce document de planification concerne le bassin versant de la Thur. Ce territoire s'étend sur 544 km2. Le périmètre a été arrêté le 4 mars 1996 et le SAGE proprement dit a été approuvé le 14 mai 2001. La structure porteuse de l'élaboration et de la mise en œuvre est la Direction départementale de l'agriculture et de la forêt du Haut-Rhin. 
La qualité des cours d’eau peut être consultée sur un site dédié géré par les agences de l’eau et l’Agence française pour la biodiversité. 

### Climat
Pour des articles plus généraux, voir Climat du Grand Est et Climat du Haut-Rhin.
En 2010, le climat de la commune est de type climat de montagne, selon une étude du Centre national de la recherche scientifique s'appuyant sur une série de données couvrant la période 1971-2000. En 2020, Météo-France publie une typologie des climats de la France métropolitaine dans laquelle la commune est exposée à un climat semi-continental et est dans la région climatique  Vosges, caractérisée par une pluviométrie très élevée (1 500 à 2 000 mm/an) en toutes saisons et un hiver rude (moins de 1 °C). 
Pour la période 1971-2000, la température annuelle moyenne est de 9,3 °C, avec une amplitude thermique annuelle de 16,9 °C. Le cumul annuel moyen de précipitations est de 1 651 mm, avec 12,9 jours de précipitations en janvier et 10,9 jours en juillet. Pour la période 1991-2020, la température moyenne annuelle observée sur la station météorologique de Météo-France la plus proche, « Markstein Crete », sur la commune d'Oderen à 4 km à vol d'oiseau, est de 6,3 °C et le cumul annuel moyen de précipitations est de 1 489,3 mm. 
La température maximale relevée sur cette station est de 30,3 °C, atteinte le 7 août 2015 ; la température minimale est de −20,4 °C, atteinte le 20 décembre 2009,,. 
Les paramètres climatiques de la commune ont été estimés pour le milieu du siècle (2041-2070) selon différents scénarios d'émission de gaz à effet de serre à partir des nouvelles projections climatiques de référence DRIAS-2020. Ils sont consultables sur un site dédié publié par Météo-France en novembre 2022.

## Urbanisme

### Typologie
Au 1er janvier 2024, Mollau est catégorisée petite ville, selon la nouvelle grille communale de densité à sept niveaux définie par l'Insee en 2022.
Elle appartient à l'unité urbaine de Saint-Amarin, une agglomération intra-départementale regroupant neuf  communes, dont elle est une commune de la banlieue,,. La commune est en outre hors attraction des villes,.

### Occupation des sols
L'occupation des sols de la commune, telle qu'elle ressort de la base de données européenne d’occupation biophysique des sols Corine Land Cover (CLC), est marquée par l'importance des forêts et milieux semi-naturels (90,9 % en 2018), en augmentation par rapport à 1990 (89,2 %). La répartition détaillée en 2018 est la suivante : 
forêts (87,1 %), zones urbanisées (6,1 %), milieux à végétation arbustive et/ou herbacée (3,9 %), prairies (2,9 %). L'évolution de l’occupation des sols de la commune et de ses infrastructures peut être observée sur les différentes représentations cartographiques du territoire : la carte de Cassini (XVIIIe siècle), la carte d'état-major (1820-1866) et les cartes ou photos aériennes de l'IGN pour la période actuelle (1950 à aujourd'hui).

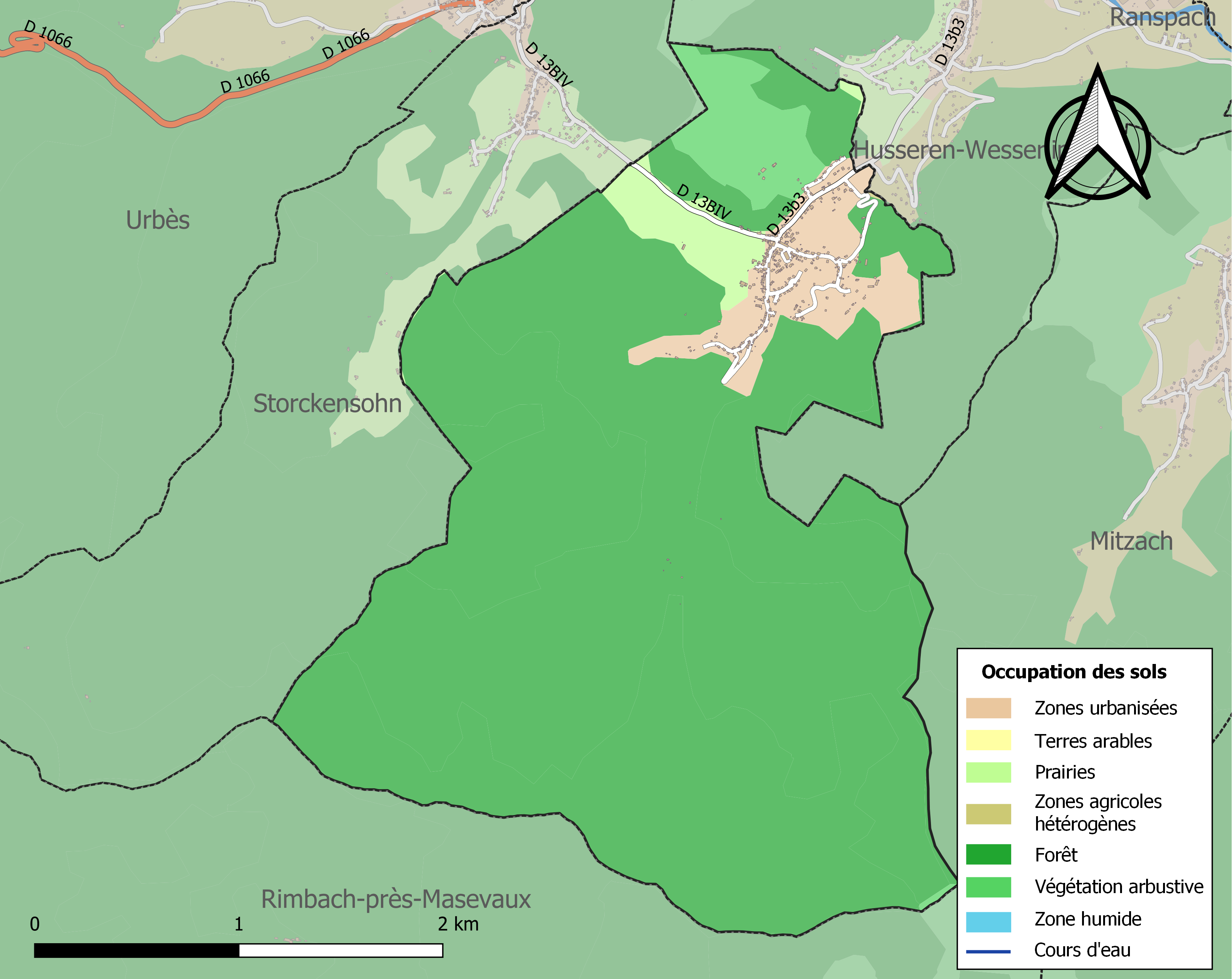
Carte des infrastructures et de l'occupation des sols de la commune en 2018 (CLC).

## Histoire
Mollau, du XIIIe au XVIIIe siècle, était l’une des quatre mairies seigneuriales (Meierturm) du bailliage de Saint-Amarin relevant de l'abbaye princière de Murbach regroupant les quatre villages de Mollau, Husseren, Storckensohn et Urbes. Cette circonscription était administrée par un Maire désigné par le Prince-Abbé assisté de « préposés » représentant les bourgeois des différentes localités.
Mollau est un des plus vieux villages de la vallée puisqu’on en parle dès 1212.
De son origine « Mulenowe », celui-ci se transforma au fil du siècle des langues écrite et orale en « Mullow », « Molaw » et bien d'autres en « Mollau » peu avant la période de la Révolution. On retiendra toutefois, au cœur de son nom les termes de « Mühle » (Moulin) et « Au » (prairie).
Saint-Jean-Baptiste, patron de la paroisse, instaurait d'une part les feux de la St-Jean (tradition ancestrale à Mollau) le 24 juin et d’autre part un pèlerinage à la source miraculeuse à laquelle venaient les gens atteints de maladies cutanées. Les pèlerins venaient de très loin pour y assister, mais petit à petit, ce pèlerinage disparut totalement au début du XXe siècle.
Mollau abritait 1 100 personnes en 1865.
Le patrimoine du village : l'église qui date de 1828 ; les fontaines en calcaire provenant de la région de Solothurm en Suisse de 1868 à 1870 ; les maisons les plus vieilles datent du début du XIXe siècle, voire de la fin du XVIIIe siècle ; mais aussi la mine Elisa, située sur le sentier des mines où l'on peut encore voir les entrées de galeries, et qui fut exploitée vers la fin du XIXe siècle.
L'église de Mollau abrite, quant à elle, un orgue parmi les plus remarquables d'Alsace, construit par Joseph Callinet en 1833. Il est resté en l'état (sauf réparations - en 1893 - et électrification de la soufflerie - en 1931) jusqu'en 1961 où il a été légèrement modifié par le facteur d'orgues Kern (suppression et rajout de jeux, extension du pédalier). Le dernier relevage date de 2011 et a été effectué par le facteur d'orgues Hubert Brayé.

### Héraldique
| Blason de Mollau | Les armes de Mollau se blasonnent ainsi : « Parti, au premier d'or au bûcher de la « Saint-Jean » de sable allumé de gueules sur une terrasse de sinople, au second de gueules au soleil d'or non figuré soutenu par une roue de moulin d'argent. » |

## Politique et administration

### Budget et fiscalité 2014

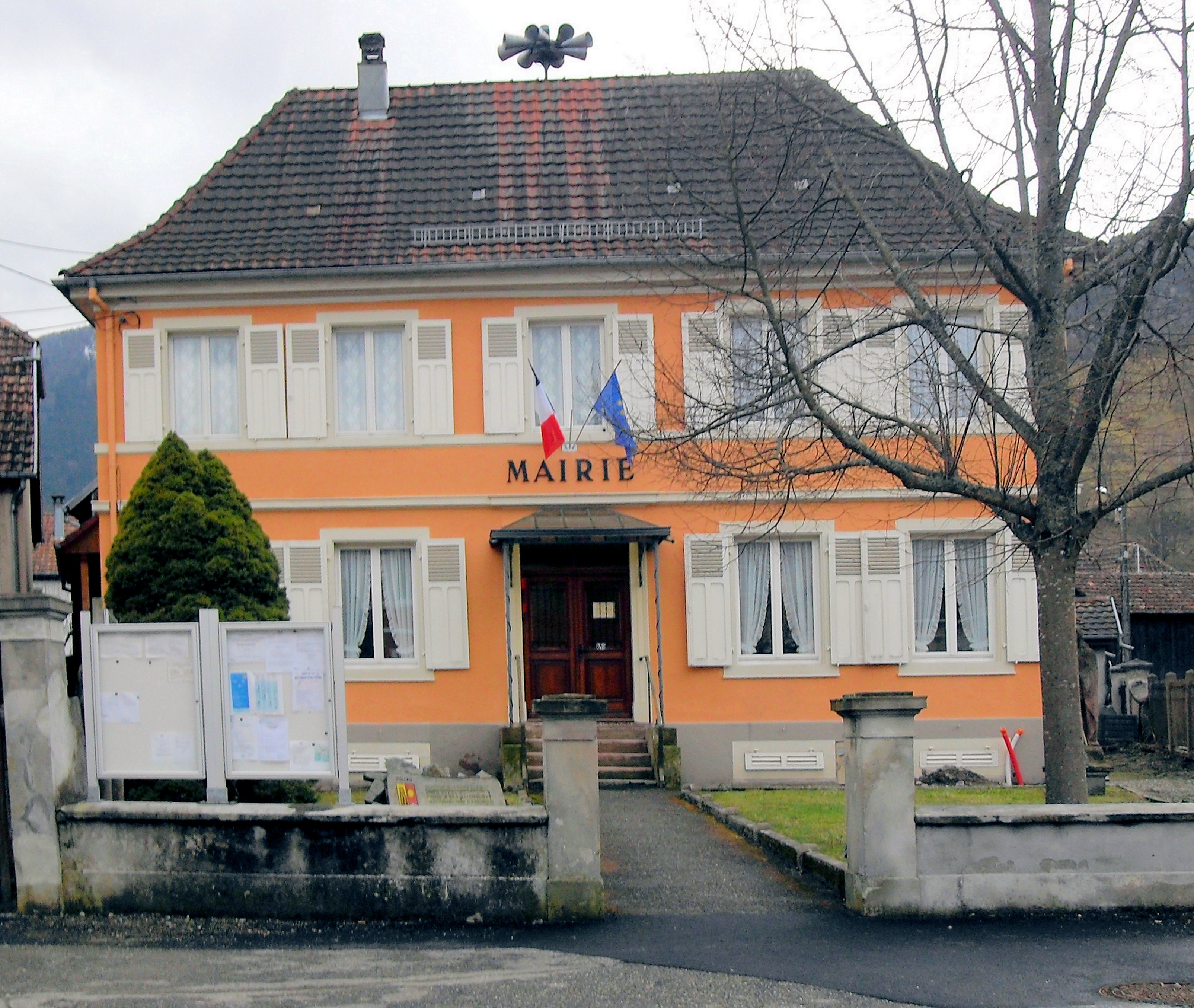
La mairie de Mollau.

En 2014, le budget de la commune était constitué ainsi :
- total des produits de fonctionnement : 399 000 €, soit 962 € par habitant ;
- total des charges de fonctionnement : 375 000 €, soit 904 € par habitant ;
- total des ressources d'investissement : 760 000 €, soit 1 832 € par habitant ;
- total des emplois d'investissement : 669 000 €, soit 1 613 € par habitant ;
- endettement : 483 000 €, soit 1 164 € par habitant.

Avec les taux de fiscalité suivants :
- taxe d'habitation : 16,09 % ;
- taxe foncière sur les propriétés bâties : 20,23 % ;
- taxe foncière sur les propriétés non bâties : 73,29 % ;
- taxe additionnelle à la taxe foncière sur les propriétés non bâties : 0,00 % ;
- cotisation foncière des entreprises : 0,00 %.

### Liste des maires
| Période                                  | Période                   | Identité                                       | Étiquette | Qualité |
| ---------------------------------------- | ------------------------- | ---------------------------------------------- | --------- | ------- |
|                                          | mars 2001                 | Michel Galmiche                                |           |         |
| mars 2001                                | mars 2008                 | Francis Schirck                                |           |         |
| mars 2008                                | 2018                      | Raymond Nickler                                |           |         |
| mai 2018                                 | En cours (au 31 mai 2020) | Frédéric Caquel Réélu pour le mandat 2020-2026 |           |         |
| Les données manquantes sont à compléter. |                           |                                                |           |         |

## Démographie

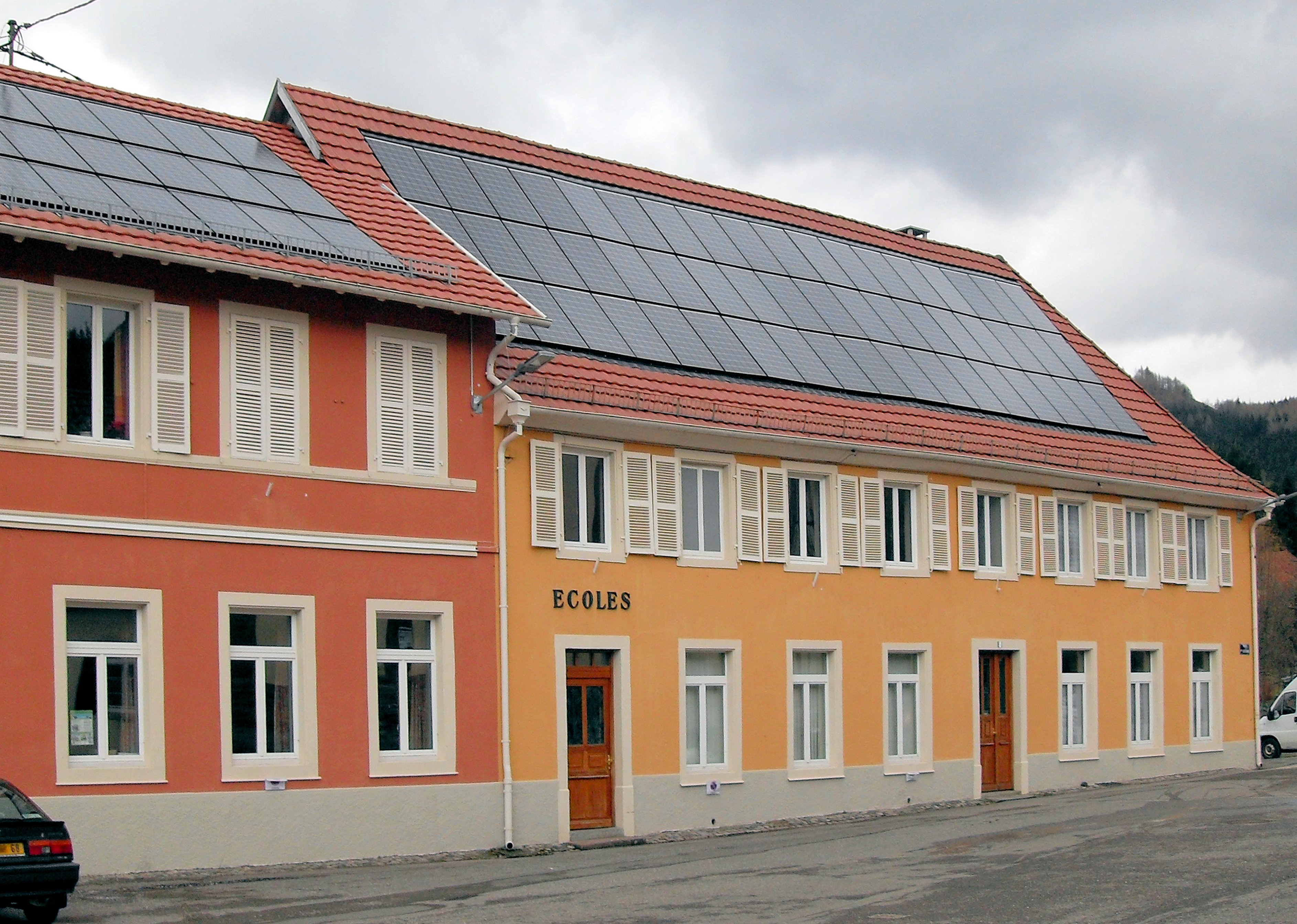
L'école de Mollau.

L'évolution du nombre d'habitants est connue à travers les recensements de la population effectués dans la commune depuis 1793. Pour les communes de moins de 10 000 habitants, une enquête de recensement portant sur toute la population est réalisée tous les cinq ans, les populations de référence des années intermédiaires étant quant à elles estimées par interpolation ou extrapolation. Pour la commune, le premier recensement exhaustif entrant dans le cadre du nouveau dispositif a été réalisé en 2008.

En 2022, la commune comptait 334 habitants, en évolution de −5,65 % par rapport à 2016 (Haut-Rhin : +0,66 %, France hors Mayotte : +2,11 %).
| 1793  | 1800 | 1806 | 1821 | 1831 | 1836 | 1841 | 1846 | 1851  |
| ----- | ---- | ---- | ---- | ---- | ---- | ---- | ---- | ----- |
| 1 334 | 440  | 496  | 628  | 822  | 863  | 947  | 964  | 1 002 |

| 1856  | 1861  | 1866 | 1871 | 1875 | 1880 | 1885 | 1890 | 1895 |
| ----- | ----- | ---- | ---- | ---- | ---- | ---- | ---- | ---- |
| 1 022 | 1 046 | 962  | 920  | 840  | 808  | 749  | 732  | 643  |

| 1900 | 1905 | 1910 | 1921 | 1926 | 1931 | 1936 | 1946 | 1954 |
| ---- | ---- | ---- | ---- | ---- | ---- | ---- | ---- | ---- |
| 661  | 699  | 677  | 633  | 628  | 585  | 572  | 534  | 570  |

| 1962 | 1968 | 1975 | 1982 | 1990 | 1999 | 2006 | 2008 | 2013 |
| ---- | ---- | ---- | ---- | ---- | ---- | ---- | ---- | ---- |
| 523  | 480  | 412  | 397  | 397  | 419  | 424  | 425  | 377  |

| 2018 | 2022 | - | - | - | - | - | - | - |
| ---- | ---- | - | - | - | - | - | - | - |
| 343  | 334  | - | - | - | - | - | - | - |

## Lieux et monuments

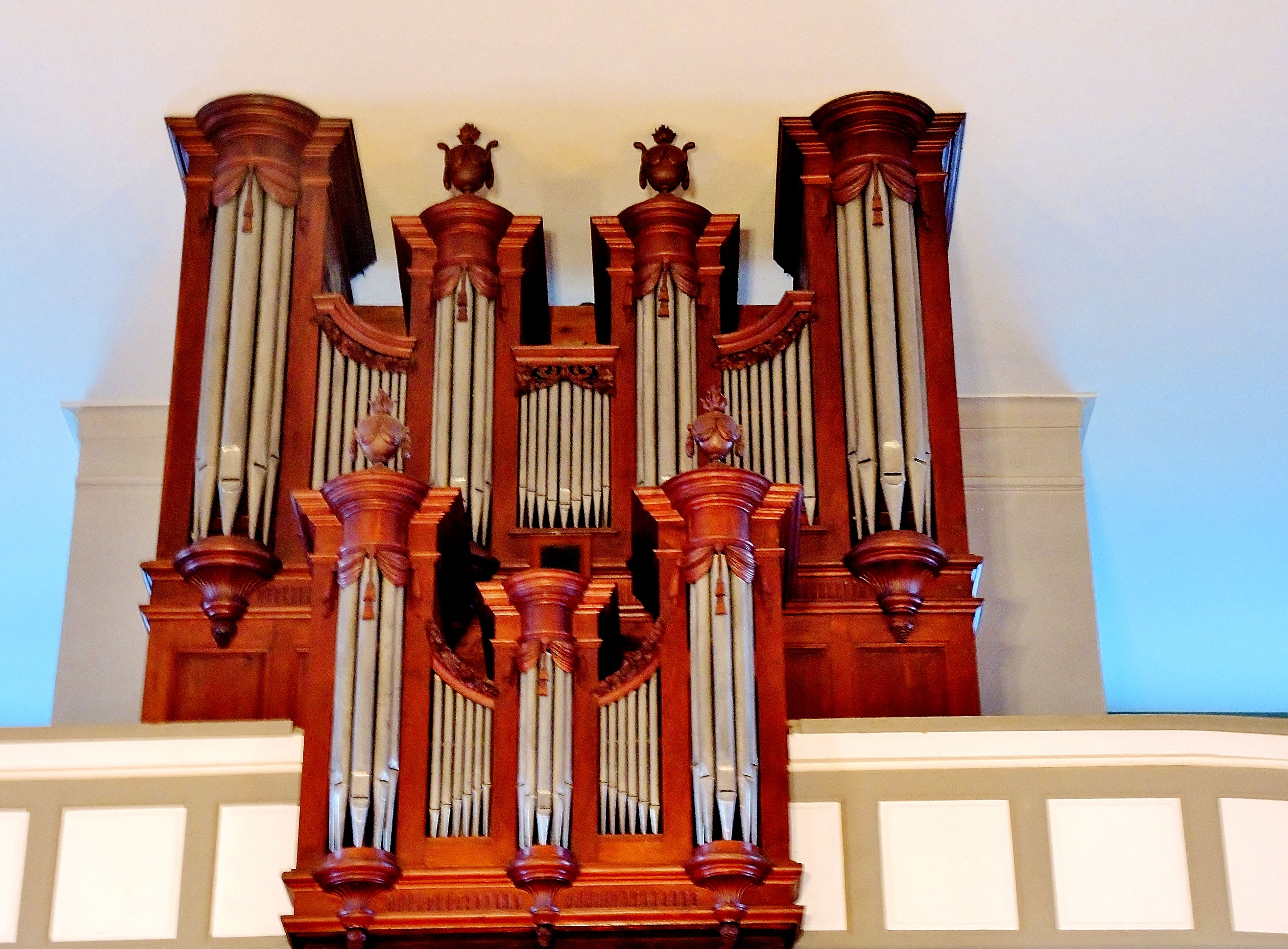
Orgue Callinet dans l'église.

- L'église Saint-Jean-Baptiste[26],[27],[28],
  - son orgue Joseph Callinet, 1833 (instrument actuel)[29],[30],[31],[32],[33].
- Presbytère[34].
- Monument aux morts[35].
- Cimetière[36].
- Ancien moulin transformé en restaurant[37].
- Les nombreuses fontaines dont une qui guérissait les maladies de la peau[38].